# Sở giao dịch chứng khoán Thái Lan

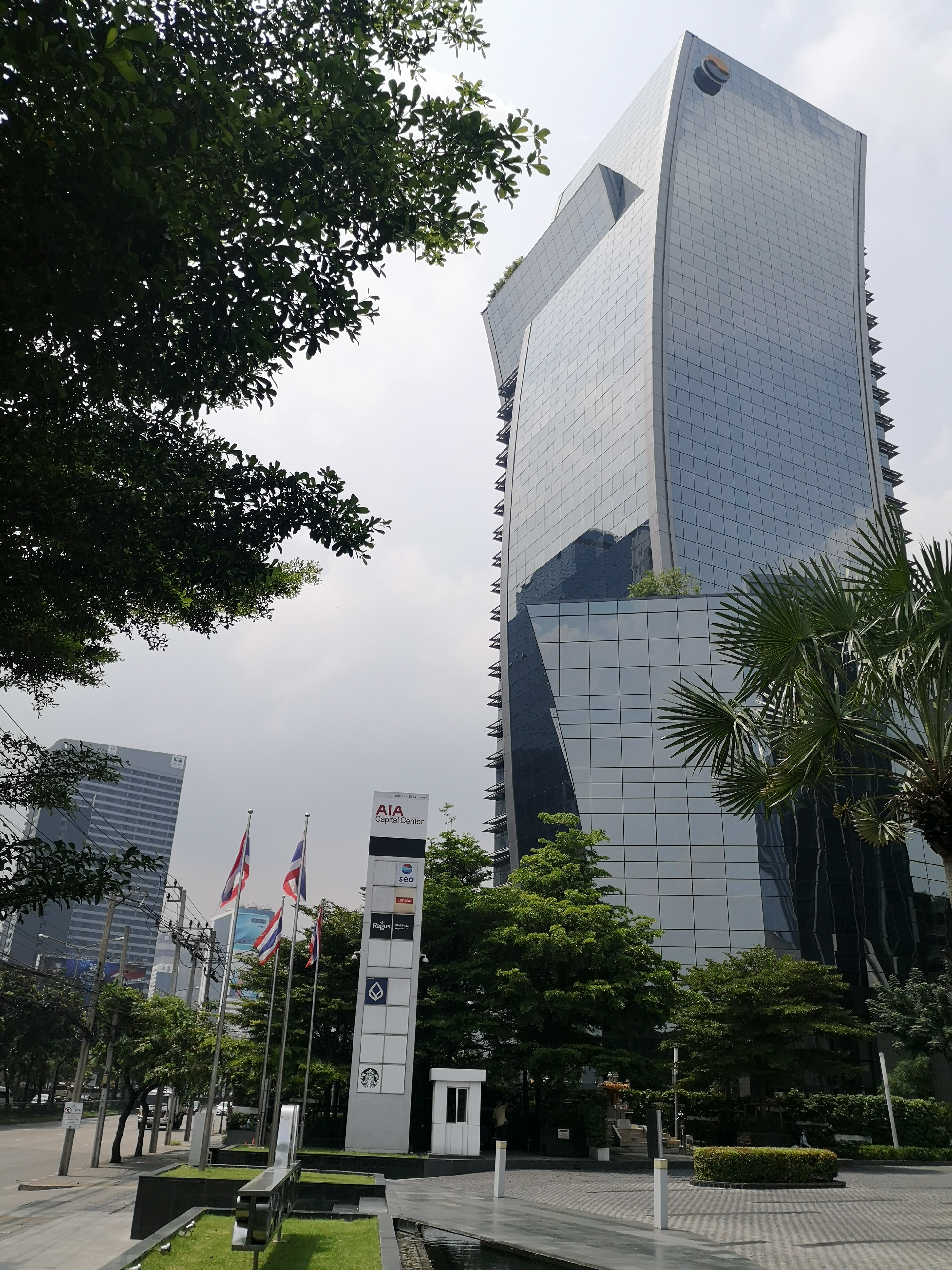
Tòa nhà hành chính của Sở giao dịch chứng khoán Thái Lan hiện nay

Sở giao dịch chứng khoán Thái Lan (tiếng Thái: ตลาดหลักทรัพย์ แห่ง ประเทศไทย), hoặc SET, là sàn giao dịch chứng khoán lớn và duy nhất ở Thái Lan. SET là sàn giao dịch chứng khoán lớn thứ hai ASEAN tính theo vốn hóa thị trường ở mức 473.000.000.000 USD tính đến tháng 6 năm 2020, nhưng nó đã trở thành thị trường IPO lớn nhất trong khu vực với số tiền tích lũy lên tới 17,8 tỷ USD được huy động từ năm 2015 đến tháng 6 năm 2020. SET cũng là thị trường chứng khoán hoạt động tích cực nhất của ASEAN với kim ngạch giao dịch trung bình hàng ngày là 2,16 tỷ USD tính đến tháng 6 năm 2020.
Vào ngày 25 tháng 9 năm 2021, có 580 công ty được niêm yết trên SET, 180 trên Thị trường Đầu tư Thay thế (mai). Các Sở giao dịch, hay hình thức chứng khoán khác bao gồm Sở giao dịch trái phiếu Thái Lan (TBX), chứng quyền, chứng quyền phái sinh (DW), biên lai ký quỹ (DR), quỹ giao dịch hoán đổi (ETF), ủy thác đầu tư bất động sản (REIT) và quỹ cơ sở hạ tầng cũng được liệt kê trên SET. Chủ tịch SET Pakorn Peetathawatchai đã nắm quyền lãnh đạo kể từ ngày 1 tháng 6 năm 2018.

## Tầm nhìn
Sở giao dịch chứng khoán Thái Lan muốn biến thị trường vốn trở thành động lực thúc đẩy tăng trưởng kinh tế Thái Lan và mang lại lợi ích cho tất cả các bên liên quan. Các mục tiêu được tích hợp vào tầm nhìn của SET “Làm cho Thị trường Vốn‘ Hoạt động ’cho Mọi người”.

## Lịch sử
Thị trường vốn Thái Lan hiện đại bắt nguồn từ đầu những năm 1960. Năm 1961, Chính phủ Thái Lan thực hiện Kế hoạch phát triển kinh tế và xã hội Quốc gia 5 năm đầu tiên (1961-1966) nhằm thúc đẩy tăng trưởng và ổn định kinh tế cũng như nâng cao mức sống của người dân. Sau đó, Kế hoạch Phát triển Kinh tế và Xã hội Quốc gia lần thứ hai (1967–1971) đã khởi xướng việc thành lập thị trường chứng khoán đầu tiên của Thái Lan nhằm đóng vai trò quan trọng trong việc huy động vốn để hỗ trợ phát triển kinh tế và công nghiệp của quốc gia.
Kỷ nguyên hiện đại của thị trường vốn Thái Lan có thể được chia thành hai giai đoạn, bắt đầu từ Sở giao dịch chứng khoán Bangkok (BSE) thuộc sở hữu tư nhân đến Sở giao dịch chứng khoán Thái Lan hiện nay.

### Sở giao dịch chứng khoán Bangkok (BSE)
Sở giao dịch chứng khoán đầu tiên của Thái Lan được thành lập vào tháng 7 năm 1962 dưới hình thức công ty hợp danh hữu hạn. Năm 1963, Sở đã đăng ký thành công ty trách nhiệm hữu hạn và tên của nó được đổi thành Công ty TNHH Sở giao dịch Chứng khoán Bangkok (BSE Ltd.).
Mặc dù BSE cung cấp một địa điểm tốt để giao dịch cổ phiếu, nó đã thu hút được sự chú ý hạn chế. Doanh thu hàng năm chỉ là 160 triệu THB vào năm 1968 và 114 triệu THB vào năm 1969. Khối lượng giao dịch tiếp tục giảm mạnh xuống còn 46 triệu THB vào năm 1970, và sau đó giảm tiếp xuống 28 triệu THB vào năm 1971. Trong khi doanh thu trên giấy nợ đạt 87 triệu THB vào năm 1972, giao dịch chứng khoán tiếp tục hoạt động kém hiệu quả, với doanh thu chạm mức thấp nhất mọi thời đại là 26 triệu THB ít ỏi. BSE cuối cùng đã ngừng hoạt động vào đầu những năm 1970.
Sự thất bại của BSE có thể là do thiếu sự hỗ trợ của chính phủ và sự hiểu biết hạn chế của người Thái về thị trường chứng khoán tại thời điểm đó.

### Sở giao dịch chứng khoán Thái Lan (SET)
Bất chấp sự thất bại của BSE, khái niệm liên quan đến việc thiết lập một thị trường chứng khoán được quản lý tốt với sự hỗ trợ của chính phủ đã nhận được sự quan tâm rộng rãi của công chúng. Do đó, Kế hoạch Phát triển Kinh tế và Xã hội Quốc gia lần thứ hai (1967-1971) lần đầu tiên đề xuất việc thành lập thị trường vốn nhằm cung cấp các biện pháp và công cụ thích hợp để tạo điều kiện thuận lợi cho giao dịch chứng khoán.
Năm 1969, theo khuyến nghị của Ngân hàng Thế giới, chính phủ đã bổ nhiệm Giáo sư Sidney M. Robbins từ Đại học Columbia sang nghiên cứu sự phát triển của thị trường vốn Thái Lan. Giáo sư Robbins trước đây đã từng là Chuyên gia kinh tế trưởng tại Ủy ban Chứng khoán và Giao dịch Hoa Kỳ. Cùng năm đó là một năm đầy sự kiện đối với thị trường vốn Thái Lan, khi Ngân hàng Trung ương Thái Lan cũng thành lập một nhóm làm việc về phát triển thị trường vốn, có nhiệm vụ thành lập thị trường chứng khoán. Một năm sau, vào năm 1970, Giáo sư Robbins đã đưa ra một báo cáo toàn diện mang tên "Một thị trường vốn ở Thái Lan". Báo cáo này đã trở thành kế hoạch tổng thể cho sự phát triển trong tương lai của thị trường vốn Thái Lan.
Năm 1972, chính phủ Thái Lan đã tiến một bước xa hơn trong việc tạo ra thị trường vốn bằng cách sửa đổi "Thông báo của Hội đồng điều hành số 58 về việc kiểm soát các cam kết thương mại ảnh hưởng đến an toàn và phúc lợi công cộng". Những thay đổi đã mở rộng sự kiểm soát và quy định của chính phủ đối với hoạt động của các công ty tài chính và chứng khoán, cho đến thời điểm đó vẫn hoạt động khá tự do. Sau đó vào tháng 5 năm 1974, luật được mong đợi từ lâu về việc thành lập SET đã được ban hành để cung cấp giao dịch chứng khoán nhằm thúc đẩy tiết kiệm và huy động vốn trong nước. Tiếp theo là các sửa đổi đối với Bộ luật Doanh thu vào cuối năm, cho phép đầu tư tiết kiệm trên thị trường vốn. Đến năm 1975, khung pháp lý cơ bản đã có hiệu lực vào ngày 30 tháng 4 năm 1975. Không lâu sau, phiên giao dịch đầu tiên của Sở Giao dịch Chứng khoán Thái Lan (Thailand Stock Exchange hay TSE) chính thức diễn ra. Cái tên này cũng đã tồn tại cho đến ngày 1 tháng 1 năm 1991, khi tên tiếng Anh chính thức được đổi thành Sở Giao dịch Chứng khoán Thái Lan (Stock Exchange of Thailand, hay SET).

## Vai trò
Sở giao dịch chứng khoán Thái Lan có 3 vai trò chính, như được định nghĩa trong Đạo luật Chứng khoán và Giao dịch năm 1992.
- Đóng vai trò là trung tâm giao dịch chứng khoán niêm yết và cung cấp các hệ thống cần thiết để tạo điều kiện thuận lợi cho giao dịch chứng khoán.
- Thực hiện bất kỳ hoạt động kinh doanh nào liên quan đến kinh doanh chứng khoán, chẳng hạn như công ty thanh toán bù trừ, lưu ký chứng khoán, công ty đăng ký chứng khoán và các hoạt động tương tự.
- Thực hiện bất kỳ hoạt động kinh doanh nào khác được Ủy ban Chứng khoán và Giao dịch (SEC) của Thái Lan chấp thuận.

## Hoạt động
SET là một pháp nhân được thành lập theo Đạo luật của Sở Giao dịch Chứng khoán Thái Lan, B.E. 2517 (1974), trong khi hoạt động theo khuôn khổ pháp lý được quy định trong Đạo luật Chứng khoán và Giao dịch, B.E. 2535 (năm 1992). Các hoạt động chính của SET bao gồm niêm yết chứng khoán, giao dịch, bù trừ và thanh toán, lưu ký, giao dịch chứng khoán và giám sát công bố thông tin, bảo vệ người tham gia thị trường và phổ biến thông tin. SET đã tích cực thu hút các bên liên quan trong việc thúc đẩy quản lý bền vững trong hệ sinh thái thị trường vốn Thái Lan để mang lại lợi ích cho những người tham gia thị trường và công chúng. Là trung tâm giao dịch chứng khoán, SET đã và đang thúc đẩy hoạt động huy động vốn dài hạn giữa các doanh nghiệp để đảm bảo lợi thế cạnh tranh của doanh nghiệp và mang lại lợi ích cho tăng trưởng kinh tế Thái Lan. Ngoài ra, SET đã tiếp tục phát triển hiểu biết về tài chính để nâng cao hạnh phúc của mọi người trong xã hội.

## Hoạt động kinh doanh
SET cung cấp các dịch vụ trao đổi đầu cuối như sau:
1. Thị trường chứng khoán

- Niêm yết và giao dịch: Tập đoàn SET cung cấp dịch vụ giao dịch chứng khoán thông qua SET và mai, đồng thời cung cấp dịch vụ giao dịch trái phiếu qua TBX.
- Thanh toán bù trừ: Tập đoàn SET là công ty thanh toán bù trừ cho các giao dịch được thực hiện trên SET, mai và TBAX. Tập đoàn cũng cung cấp các dịch vụ thanh toán bù trừ cho giao dịch trái phiếu không cần kê đơn (OTC).
- Lưu ký: Tập đoàn SET đóng vai trò là trung tâm lưu ký chứng khoán tập trung cho cổ phiếu và trái phiếu, sử dụng một hệ thống không tập lệnh an toàn và hiệu quả.
- Giám sát thị trường: Tập đoàn SET giám sát hoạt động giao dịch của tất cả các nhà đầu tư và nhà môi giới để đảm bảo rằng thị trường đáng tin cậy, minh bạch và hiệu quả.

2. Thị trường phái sinh
- Tập đoàn SET vận hành thị trường phái sinh thông qua Sở giao dịch hàng hóa kỳ hạn Thái Lan (TFEX) và giám sát hoạt động giao dịch của các nhà đầu tư và tất cả các thành viên thị trường phái sinh.

3. Dịch vụ công nghệ và cơ sở hạ tầng thị trường vốn
- Tập đoàn SET cung cấp cả dịch vụ văn phòng trước và sau bao gồm hệ thống văn phòng dịch vụ cung cấp trước, hệ thống giao dịch internet và hệ thống văn phòng dịch vụ hậu cần. Nhóm cũng cung cấp các dịch vụ dữ liệu thị trường nhằm phát triển và phổ biến các chỉ số chứng khoán, dữ liệu thị trường giao dịch và thông tin của các công ty niêm yết cho các nhà đầu tư và nhà cung cấp dữ liệu cũng như FundConnext - một nền tảng quỹ tương hỗ tập trung để kết nối giữa các công ty quản lý tài sản và đại lý bán. Hơn nữa, Tập đoàn SET vận hành cơ sở hạ tầng hệ thống thanh toán được gọi là FinNet, tập trung hóa quy trình thanh toán và đặt ra các tiêu chuẩn kết nối giữa các tổ chức trung gian trên thị trường vốn và các ngân hàng thương mại.

4.Dịch vụ đăng ký
- SET Group hoạt động như một nhà đăng ký cho các sản phẩm vốn chủ sở hữu và duy trì sổ đăng ký chứa thông tin chính xác và đầy đủ về cổ đông bao gồm các lợi ích của họ, đồng thời kết nối các dịch vụ đăng ký với liên kết trực tiếp với Trung tâm Lưu ký Chứng khoán.

## Giao dịch

### Hệ thống giao dịch
Sớ giao dịch chứng khoán Thái Lan đã đưa vào vận hành giao dịch hoàn toàn bằng máy tính kể từ tháng 4 năm 1991 thông qua Hệ thống Tự động của Sở (ASSET), cho phép giao dịch trở nên hiệu quả, công bằng và linh hoạt. Trong hệ thống giao dịch này, có sẵn hai phương pháp giao dịch chính: Khớp lệnh tự động (AOM) và Giao dịch thỏa thuận (PT). Vào năm 2012, Sở đã ra mắt thành công nền tảng giao dịch mới của mình, SET Connect, cung cấp dung lượng lớn hơn và tốc độ giao dịch vượt trội, đồng thời cung cấp việc sử dụng các giao diện tiêu chuẩn của ngành, giúp dễ dàng liên kết với các thị trường khác để thu hút thêm tính thanh khoản.

### Khớp lệnh tự động
Hệ thống khớp lệnh tự động (AOM) cho phép thực hiện giao dịch thực hiện quá trình khớp lệnh mà không có sự can thiệp của con người. Sau khi các nhà môi giới gửi các lệnh mua hoặc bán theo phương thức điện tử từ văn phòng của họ đến máy tính lớn SET, hệ thống ASSET sẽ xếp hàng các lệnh và sắp xếp chúng theo mức độ ưu tiên về giá và thời gian. Điều này có nghĩa là các đơn đặt hàng đầu tiên được phân nhóm theo giá, ưu tiên giá tốt nhất. Sau đó, trong mỗi nhóm giá, các đơn hàng được sắp xếp theo thời gian. Xét về quy trình khớp lệnh, có hai phương thức: khớp lệnh liên tục và phương thức thị trường gọi. Quy trình Khớp lệnh Liên tục hoạt động trong các phiên giao dịch thông thường. ASSET liên tục khớp các lệnh mua và bán đầu tiên trong hàng đợi, đồng thời xác nhận mỗi giao dịch đã thực hiện thông qua thiết bị đầu cuối của thành viên (nhà môi giới). Khớp lệnh thị trường được sử dụng để tính toán giá mở và đóng cửa của một chứng khoán khi mở và đóng giao dịch. Phương pháp này cho phép các nhà môi giới nhập lệnh của họ được xếp hàng để khớp vào một thời điểm xác định với một mức giá duy nhất tạo ra khối lượng giao dịch lớn nhất cho cổ phiếu cụ thể đó.

### Giao dịch dạng 'đưa qua'
ASSET cũng cho phép các nhà môi giới quảng cáo lợi ích mua hoặc bán của họ bằng cách thông báo giá thầu hoặc giá chào bán. Sau đó, các thành viên có thể giao dịch trực tiếp với nhau, thay mặt cho khách hàng của họ hoặc cho chính họ. Giá có thể được điều chỉnh trong quá trình thương lượng; do đó, giá thực hiện hiệu quả có thể không giống như giá đã quảng cáo và có thể không tuân theo quy tắc chênh lệch giá. Sau khi kết thúc đàm phán, các đại lý phải gửi chi tiết kết quả cho ASSET để ghi lại.

### Thời khóa giao dịch
Phiên giao dịch tại Sở được thực hiện vào tất cả các ngày làm việc của ngân hàng, thường từ Thứ Hai đến Thứ Sáu. Có hai phiên giao dịch mỗi ngày, buổi sáng và buổi chiều ngoại trừ Sản phẩm xuyên biên giới.
- Trước khi mở phiên thứ I: Phiên đấu giá buổi sáng bắt đầu từ 9:30 và kết thúc vào thời điểm ngẫu nhiên từ 9:55 đến 10:00 khi giá mở được xác định.
- Phiên buổi sáng: Phiên này bắt đầu ngay sau khi mở trước (vào một thời điểm ngẫu nhiên từ 9:55 đến 10:00) và tiếp tục cho đến 12:30.
- Phiên mở trước thứ II: Phiên đấu giá buổi chiều bắt đầu từ 14:00 và kết thúc vào thời điểm ngẫu nhiên từ 14:25 đến 14:30 khi giá mở cửa buổi chiều được xác định.
- Phiên chiều: Phiên này bắt đầu ngay sau khi mở trước II (vào một thời điểm ngẫu nhiên từ 14:25 đến 14:30) và tiếp tục cho đến 16:30.
- Phiên đóng cửa: Phiên đấu giá đóng bắt đầu lúc 16:30 và kết thúc vào thời điểm ngẫu nhiên từ 16:35 đến 16:40.

### Quy định giá mua/bán

#### Giới hạn giá trần/sàn
Có hiệu lực từ ngày 18 tháng 3 năm 2020, SET tạm thời điều chỉnh giới hạn trần & sàn lên +/- 15% từ +/- 30% giá đóng cửa trước đó đối với cổ phiếu, đơn vị đầu tư, chứng quyền, DW, ETF, quyền đăng ký có thể chuyển nhượng và DR; và +/- 30% từ +/- 60% đối với cổ phiếu nước ngoài giao dịch trên SET và Thị trường Đầu tư Thay thế (mai) để ổn định thị trường chứng khoán quốc gia trong bối cảnh biến động dữ dội toàn cầu do đại dịch Covid-19.

#### Trường hợp ngắt mạch giao dịch
Ngoài việc tạm thời áp dụng giới hạn giá trần và giá sàn, SET đã điều chỉnh vĩnh viễn tiêu chí bộ ngắt mạch giao dịch thành ba từ hai mức kích hoạt. Theo tiêu chí hiện tại, thiết bị ngắt mạch 30 phút được khởi động để giảm 8% so với mức đóng trước đó, ngừng giao dịch trong 30 phút nữa sẽ được kích hoạt với mức sụt giảm 15% và ngừng giao dịch trong một giờ đối với mức giảm 20% (so với giá cổ phiếu của ngày trước đó). Giao dịch cổ phiếu không còn bị tạm dừng sau khi bộ ngắt mạch cấp ba được kích hoạt.

## Các chỉ số nhóm ngành và ngành
Sở giao dịch chứng khoán Thái Lan có 8 nhóm ngành và 28 lĩnh vực, bao gồm:
- Công nghiệp nông nghiệp và thực phẩm (kinh doanh nông sản, thực phẩm và đồ uống);
- Sản phẩm tiêu dùng (thời trang, sản phẩm gia đình và văn phòng, sản phẩm cá nhân và dược phẩm);
- Tài chính (ngân hàng, tài chính và chứng khoán, và bảo hiểm);
- Các ngành công nghiệp (ô tô, vật liệu công nghiệp và máy móc, bao bì, giấy và vật liệu in, hóa dầu và hóa chất, và thép);
- Bất động sản và xây dựng (vật liệu xây dựng, dịch vụ xây dựng, phát triển tài sản, quỹ tài sản và REITs);
- Tài nguyên (năng lượng và tiện ích và khai thác);
- Dịch vụ (thương mại, dịch vụ chăm sóc sức khỏe, truyền thông và xuất bản, dịch vụ chuyên nghiệp, du lịch và giải trí, vận tải và hậu cần);
- Công nghệ (linh kiện điện tử và công nghệ thông tin và truyền thông).